# アジュルン県
アジュルーン県（アジュルンけん、アラビア語: محافظة عجلون）は、ヨルダンを構成する県（ムハーファザ）の1つである。日本では、「アジュルン県」と表記されることがある。
県都はアジュルン。アジュルーン山地の海抜は最高で1,250mに達し森が多く、冬には雪も見られる。

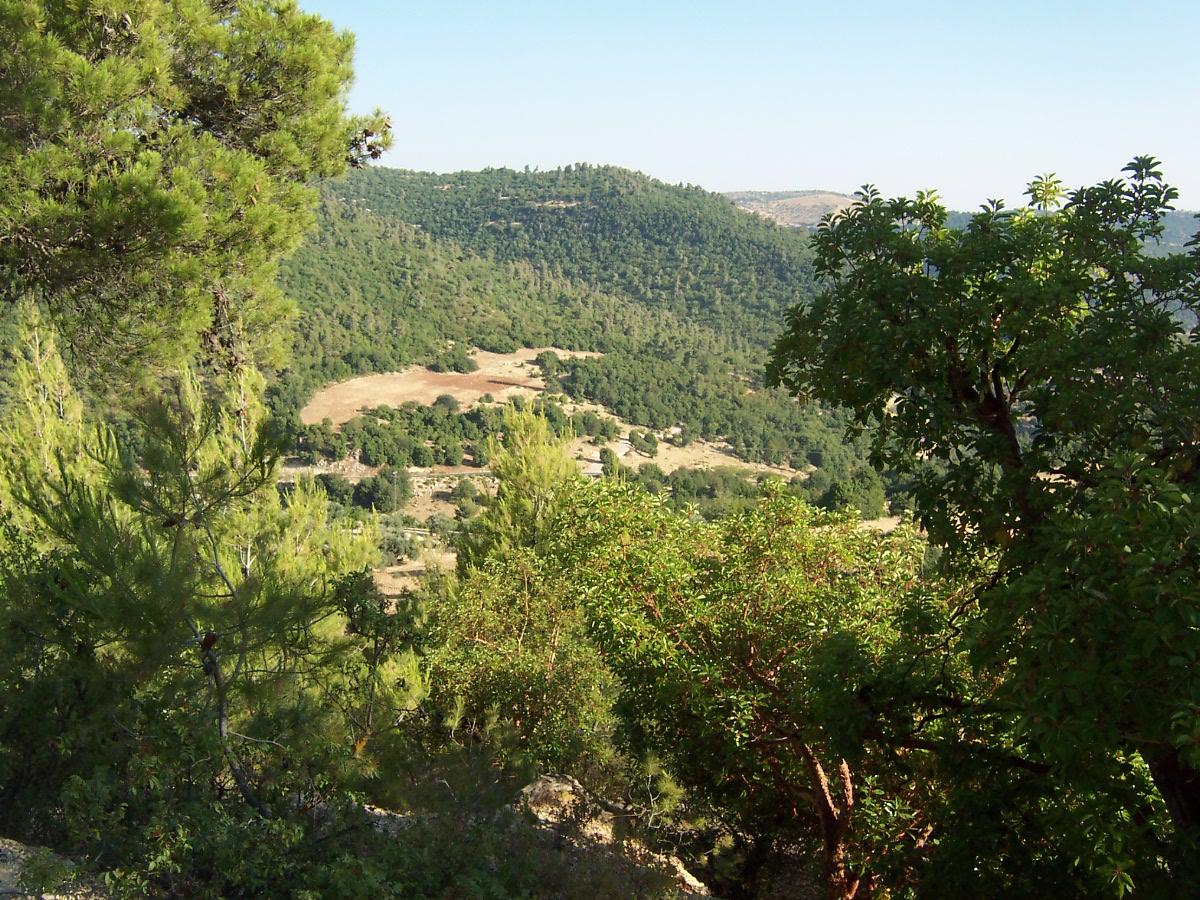
アジュルン県の森

## 隣接する県
- イルビド県
- ジャラシュ県
- バルカ県

## 下位行政区画

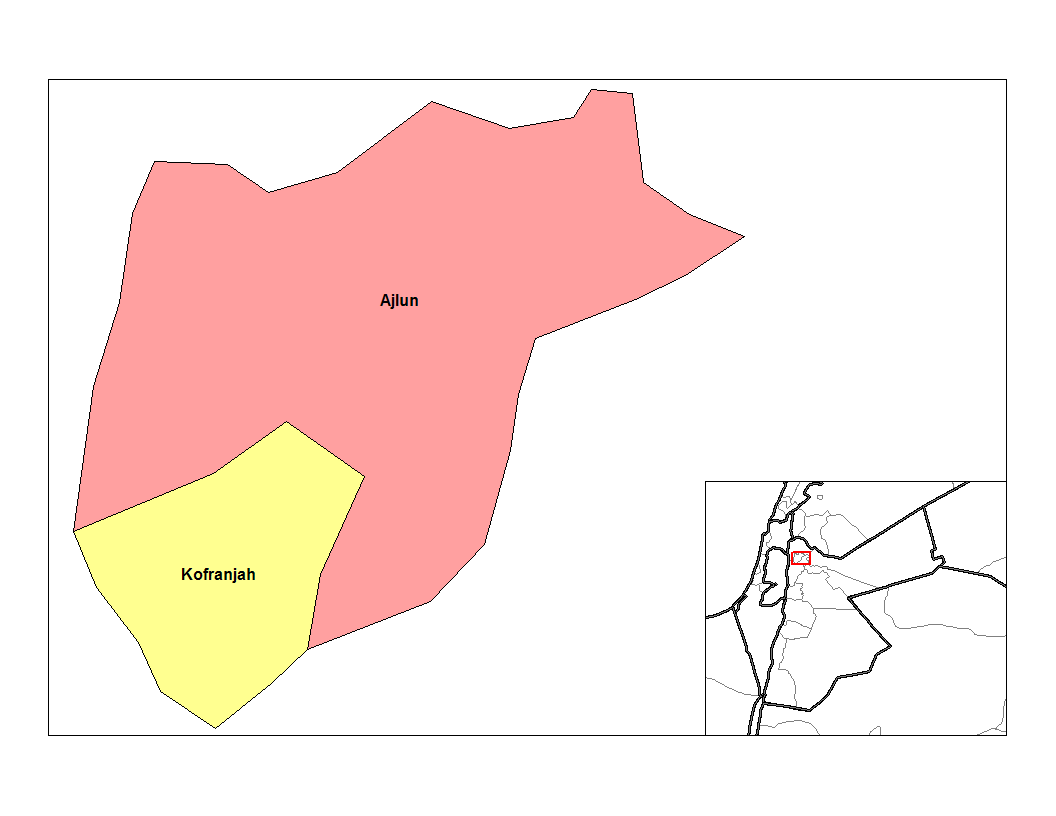
アジュルン県の郡

- لواء قصبة عجلون (Liwā' Qaşabat ‘Ajlūn)
- لواء كفرنجة (Liwā' Kufranjah)